# Campeonato Paraense de Futebol de 2018 - Segunda Divisão
A Divisão de Acesso do Campeonato Paraense de Futebol de 2018 foi a 33ª edição da Segunda Divisão no estado do Pará. A competição concedeu duas vagas a primeira divisão do Campeonato Paraense de Futebol de 2019.
O campeonato foi disputado por 15 equipes nesta edição.

## Equipes participantes
Inicialmente, apenas 2 clubes (Pinheirense e São Francisco, rebaixados no Campeonato Paraense de 2017) estão garantidos na competição. A Desportiva Paraense chegou a não se inscrever, mas voltou atrás e decidiu participar da Segunda Divisão, fazendo que o número de participantes chegasse a 15, com a inclusão do estreante Atlético Paraense, da cidade de Parauapebas.
O Pedreira não disputa a competição depois de não fazer do pagamento de taxas referentes a inscrição do Gigante da Ilha na Segundinha de 2017, fato que rendeu sua exclusão do torneio.

## Regras da competição[4]
- Nas chaves A2, A3 e A4 os confrontos serão somente de ida.
- Em todos os grupos serão classificados os dois melhores colocados para a sequência.

§ 1º - Na fase classificatória, o desempate será efetuado observando-se os critérios abaixo, em cada chave:
1º) maior número de vitórias;
2º) maior saldo de gols;
3º) maior número de gols pró;
4º) confronto direto;
5º) sorteio a critério da DCO.
- Cada time poderá no máximo, relacionar cinco jogadores com idade acima dos 23 anos por partida (Com exceção para goleiros).

## Primeira Fase

### Grupo A1
| 01 de Outubro |       |               |                              |
| São Francisco | 2 – 0 | Tapajós       | Santarém, Colosso do Tapajós |
| 04 de Outubro |       |               |                              |
| Santa Rosa    | 0 – 4 | São Francisco | Santarém, Colosso do Tapajós |
| 08 de Outubro |       |               |                              |
| Tapajós       | 8 – 0 | Santa Rosa    | Santarém, Colosso do Tapajós |
| 11 de Outubro |       |               |                              |
| São Francisco | 6 – 0 | Santa Rosa    | Santarém, Colosso do Tapajós |
| 14 de Outubro |       |               |                              |
| Santa Rosa    | 0 – 6 | Tapajós       | Santarém, Colosso do Tapajós |
| 21 de Outubro |       |               |                              |
| Tapajós       | 0 – 0 | São Francisco | Santarém, Colosso do Tapajós |

### Grupo A2
| 08 de Outubro |       |             |                   |
| Carajás       | 0 – 1 | Vênus       | Outeiro, Mamazão  |
| Paraense      | 0 – 2 | Pinheirense | Belém, Mangueirão |
| 20 de outubro |       |             |                   |
| Pinheirense   | 5 – 1 | Carajás     | Belém, Mangueirão |
| Vênus         | 0 – 1 | Paraense    | Belém, Mangueirão |
| 23 de Outubro |       |             |                   |
| Paraense      | 3 – 1 | Carajás     | Belém, Mangueirão |
| Pinheirense   | 0 – 1 | Vênus       | Outeiro, Mamazão  |

### Grupo A3
| 09 de Outubro |       |             |                   |
| Vila Rica     | 1 – 1 | Tiradentes  | Belém, Mangueirão |
| 16 de Outubro |       |             |                   |
| Desportiva    | 2 – 0 | Sport Belém | Belém, Mangueirão |
| 20 de Outubro |       |             |                   |
| Tiradentes    | 1 – 3 | Desportiva  | Outeiro, Mamazão  |
| 21 de Outubro |       |             |                   |
| Sport Belém   | 1 – 0 | Vila Rica   | Belém, Mangueirão |
| 24 de Outubro |       |             |                   |
| Vila Rica     | 2 – 1 | Desportiva  | Belém, Mangueirão |
| Tiradentes    | 4 – 1 | Sport Belém | Outeiro, Mamazão  |

### Grupo A4
| 04 de Outubro     |       |                   |                           |
| Gavião            | 3 – 0 | Izabelense        | Marabá, Zinho de Oliveira |
| 06 de Outubro     |       |                   |                           |
| Atlético Paraense | 0 – 1 | Tuna              | Parauapebas, Rosenão      |
| 12 de Outubro     |       |                   |                           |
| Tuna              | 2 – 0 | Gavião            | Belém, Mangueirão         |
| 13 de Outubro     |       |                   |                           |
| Izabelense        | 3 – 1 | Atlético Paraense | Santa Izabel, Abreuzão    |
| 21 de Outubro     |       |                   |                           |
| Atlético Paraense | 5 – 2 | Gavião            | Parauapebas, Rosenão      |
| Tuna              | 2 – 0 | Izabelense        | Belém, Mangueirão         |

## 2º Fase[16]
A 2º fase (Quartas-de-finais) será organizada mediante sorteio público feito pela DCO/FPF disputada por 8 equipes vencedoras da fase anterior, em partidas eliminatórias de ida e volta. Em caso de empate no placar agregado, a vaga será definida na disputa por pênaltis.
Em itálico, os times que possuem o mando de campo no primeiro jogo do confronto e em negrito os times classificados.
| Equipe 1          | Total       | Equipe 2            | 1.º jogo | 2.º jogo |
| ----------------- | ----------- | ------------------- | -------- | -------- |
| Tapajós           | 1–1 (4–3 p) | Tuna Luso           | 0 – 1    | 1 – 0    |
| Paraense          | 6 – 1       | Desportiva Paraense | 0 – 1    | 6 – 0    |
| Atlético Paraense | 1 – 3       | São Francisco       | 0 – 1    | 1 – 2    |
| Tiradentes        | 3 – 4       | Pinheirense         | 1 – 2    | 2 – 2    |

## Fase Final
- os clubes remanescentes são divididos em duas chaves C1 e C2 novamentes compostas de sorteio público feito pela DCO/FPF e jogarão duas partidas dentro da chave, em ida e volta, jogo de 180 (cento e oitenta) minutos, e o clube que conquistar o maior número de pontos ganhos ao final da segunda partida estará classificado para a final e para a 1º divisão do Campeonato Paraense de Futebol de 2019.

Em itálico, os times que possuem o mando de campo no primeiro jogo do confronto e em negrito os times classificados.

### Suspensão
As finais da segundinha foram adiadas devido a julgamento do TJD envolvendo Paraense e Tapajós, por supostas irregularidades nos respectivos elencos, causando o atraso na competição.
|  | Semifinais    | Semifinais    | Semifinais | Semifinais |   |         | Final | Final | Final | Final |
|  |               |               |            |            |   |         |       |       |       |       |
|  | Tapajós       | 2             | 0          | 2          |   |         |       |       |       |       |
|  | Paraense      | 0             | 0          | 0          |   |         |       |       |       |       |
|  | Paraense      | 0             | 0          | 0          |   | Tapajós | 1     | 1     | 2     |       |
|  |               |               |            |            |   | Tapajós | 1     | 1     | 2     |       |
|  |               | São Francisco | 0          | 1          | 1 |         |       |       |       |       |
|  | Pinheirense   | São Francisco | 0          | 1          | 1 | 0       | 2     | 2 (3) |       |       |
|  | Pinheirense   |               |            |            |   | 0       | 2     | 2 (3) |       |       |
|  | São Francisco | 0             | 2          | 2 (4)      |   |         |       |       |       |       |

## Premiação
| Campeonato Paraense de 2018 - Segunda Divisão |
| Santarém                                      |
| --------------------------------------------- |
| Tapajós Campeão (1º título)                   |

## Artilharia
- Atualizado em 18 de Novembro

| Gols | Jogador  | Time                |
| ---- | -------- | ------------------- |
| 6    | Ângelo   | Pinheirense         |
| 5    | Gustavo  | Tapajós             |
| 5    | Tavinho  | São Francisco       |
| 3    | Alex     | Desportiva Paraense |
| 3    | Maranhão | Desportiva Paraense |
| 3    | Moises   | Paraense            |
| 3    | Elielton | São Francisco       |
| 3    | Kaká     | Atlético Paraense   |
| 3    | Felipe   | Tapajós             |
| 3    | Silvio   | Tapajós             |